# Dubissa
Dubissa (lit. Dubysa) – rzeka na środkowo-zachodniej Litwie o długości 131 km.

## Przebieg
Źródła rzeki znajdują się na Pojezierzu Żmudzkim w pobliżu miasta Szawle. Wypływa z jeziora Rakiewo na Wysoczyźnie Żmudzkiej. Połączona kanałem z Windawą w swym górnym biegu. Jest spławna, zamarzając od końca listopada do marca. Uchodzi do Niemna.
Większe miasto nad rzeką Dubissą to Ejragoła, u ujścia leżą Średniki.
W środkowym biegu rzeki utworzono Park Regionalny Dubissa. W Lidowianach znajduje się jeden z najdłuższych mostów kolejowych na Litwie.

## Konotacje w kulturze
Nad Dubissą umiejscowiona jest akcja powieści obyczajowej pt. Dewajtis autorstwa Marii Rodziewiczówny.